# Willy Pérez
Guillermo Pérez Petruzzi, detto Willy (Azul, 5 maggio 1948), è un pilota motociclistico argentino ritiratosi dall'attività agonistica.

## Carriera
Nato ad Azul, ma cresciuto a La Plata, Pérez iniziò a correre in moto già a dodici anni. Esordì nel motomondiale nel 1977 partecipando alla stagione intera della classe 125 in sella ad una Yamaha. Ottiene i suoi primi punti al debutto in Venezuela, dove termina 6º. A fine anno termina 20º in classifica mondiale con 7 punti.
Dopo due anni di assenza, Pérez torna a correre nel motomondiale nel 1980 sempre in 125 in sella ad una MBA. Questa volta non riesce ad ottenere punti, ottenendo come miglior risultato un 17º posto in Gran Bretagna. L'anno seguente moto e classe rimangono invariate, ma non i punti : Pérez ottiene come miglior risultato un 4º posto in Argentina e si classifica 13º nel mondiale con 15 punti.
Nel 1982 Pérez ottiene il suo primo podio mondiale grazie al 3º posto conquistato nella gara di casa e si classifica 12º nel mondiale con 20 punti. L'anno successivo ottiene come miglior risultato un 4º posto in Gran Bretagna e termina 15º nel mondiale con 16 punti.
Nel 1984 non ottiene punti, ottenendo come miglior risultato due piazzamenti al 12º posto. L'anno seguente cambia moto per la prima volta dal 1980, passando ad una Zanella (variante argentina della MBA). Ottiene come miglior risultato un 6º posto in Belgio e si classifica 14º nel mondiale con 9 punti.
Nel 1986 Pérez resta con Zanella e ottiene il suo secondo podio mondiale grazie al 3º posto in Belgio, portando anche così per la prima volta una moto argentina sul podio. Si classifica 10º nel mondiale con 26 punti, in quella che si rivela la sua miglior stagione. L'anno seguente sarà l'ultima, sempre su Zanella, Pérez ottiene solamente un punto in Austria e si classifica 25º nel mondiale.

## Risultati nel motomondiale
| 1977 | Classe | Moto   |   |   |   |   |   |   |     |   |   |   |    |    |   |  |  | Punti | Pos. |
| ---- | ------ | ------ | - | - | - | - | - | - | --- | - | - | - | -- | -- | - |  |  | ----- | ---- |
| 1977 | 125    | Yamaha | 6 | - | - | - | 9 | - | Rit | - | - | - | 18 | NE | - |  |  | 7     | 20º  |

| 1980 | Classe | Moto |    |    |    |     |   |   |  |    |     |     |  |  |  |  |  | Punti | Pos. |
| ---- | ------ | ---- | -- | -- | -- | --- | - | - |  | -- | --- | --- |  |  |  |  |  | ----- | ---- |
| 1980 | 125    | MBA  | NQ | 18 | NQ | Rit | - | - |  | 17 | Rit | Rit |  |  |  |  |  | 0     |      |

| 1981 | Classe | Moto |   |    |    |   |    |    |     |    |    |    |   |     |     |    |  | Punti | Pos. |
| ---- | ------ | ---- | - | -- | -- | - | -- | -- | --- | -- | -- | -- | - | --- | --- | -- |  | ----- | ---- |
| 1981 | 125    | MBA  | 4 | 11 | 17 | 8 | 15 | 11 | Rit | 15 | NE | 10 | 8 | Rit | Rit | NE |  | 15    | 13º  |

| 1982 | Classe | Moto |   |     |   |    |     |     |    |    |    |     |    |    |    |    |  | Punti | Pos. |
| ---- | ------ | ---- | - | --- | - | -- | --- | --- | -- | -- | -- | --- | -- | -- | -- | -- |  | ----- | ---- |
| 1982 | 125    | MBA  | 3 | Rit | 4 | 14 | Rit | Rit | 10 | 13 | 10 | Rit | 12 | 14 | NE | NE |  | 20    | 12º  |

| 1983 | Classe | Moto |    |     |    |    |   |    |     |    |    |   |   |   |  |  |  | Punti | Pos. |
| ---- | ------ | ---- | -- | --- | -- | -- | - | -- | --- | -- | -- | - | - | - |  |  |  | ----- | ---- |
| 1983 | 125    | MBA  | NE | Rit | 16 | 29 | 8 | 25 | Rit | 17 | 12 | 4 | 9 | 8 |  |  |  | 16    | 15º  |

| 1984 | Classe | Moto |    |    |    |    |     |    |    |    |    |     |     |    |  |  |  | Punti | Pos. |
| ---- | ------ | ---- | -- | -- | -- | -- | --- | -- | -- | -- | -- | --- | --- | -- |  |  |  | ----- | ---- |
| 1984 | 125    | MBA  | NE | 12 | 12 | NE | Rit | 14 | NE | 14 | NE | Rit | Rit | 13 |  |  |  | 0     |      |

| 1985 | Classe | Moto    |    |    |    |    |    |    |     |   |    |   |    |    |  |  |  | Punti | Pos. |
| ---- | ------ | ------- | -- | -- | -- | -- | -- | -- | --- | - | -- | - | -- | -- |  |  |  | ----- | ---- |
| 1985 | 125    | Zanella | NE | 19 | 14 | 11 | 12 | NE | Rit | 6 | 11 | 7 | 11 | 12 |  |  |  | 9     | 14º  |

| 1986 | Classe | Moto    |   |    |   |    |    |    |   |    |   |     |  |     |  |  |  | Punti | Pos. |
| ---- | ------ | ------- | - | -- | - | -- | -- | -- | - | -- | - | --- |  | --- |  |  |  | ----- | ---- |
| 1986 | 125    | Zanella | 6 | 10 | 6 | 14 | NE | 11 | 3 | 13 | 6 | Rit |  | Rit |  |  |  | 26    | 10º  |

| 1987 | Classe | Moto    |    |     |    |    |    |    |     |    |    |     |     |    |    |    |    | Punti | Pos. |
| ---- | ------ | ------- | -- | --- | -- | -- | -- | -- | --- | -- | -- | --- | --- | -- | -- | -- | -- | ----- | ---- |
| 1987 | 125    | Zanella | NE | Rit | 12 | 16 | 10 | NE | Rit | 12 | 14 | Rit | Rit | 13 | 11 | NE | NE | 1     | 25º  |

| Legenda | 1º posto        | 2º posto            | 3º posto            | A punti      | Senza punti        | Grassetto – Pole position Corsivo – Giro più veloce |
| Legenda | Gara non valida | Non qual./Non part. | Ritirato/Non class. | Squalificato | '-' Dato non disp. | Grassetto – Pole position Corsivo – Giro più veloce |